# Kyra Spitzner
Kyra Spitzner (* 23. März 2005) ist eine deutsche Fußballspielerin, die seit 2017 für RB Leipzig spielt.

## Karriere

### Vereine
Spitzner spielte zunächst in ihrer Jugend für den VfB Auerbach, bevor sie im Jahr 2017 zu RB Leipzig gelangte und dort den weiblichen Nachwuchsbereich von den D-Juniorinnen bis zur B-Jugend durchlief.
Nach ihrem Wechsel in Frauenbereich im Sommer 2021 wurde sie zunächst für die in der drittklassigen Regionalliga Nordost spielenden Zweitvertretung von RB Leipzig eingesetzt. Ihr Debüt gab sie am 29. August 2021 (1. Spieltag) beim 1:1-Unentschieden beim FSV Babelsberg. Ihr erstes Tor gelang ihr am 24. Oktober 2021 (7. Spieltag) beim 4:1-Auswärtssieg gegen den 1. FFV Erfurt mit dem Treffer zum 1:0 in der 50. Minute. Eine Woche zuvor hatte sie bereits in der ersten Mannschaft debütiert; insgesamt kam sie während dieser Spielzeit auf zwölf Einsätze in der 2. Bundesliga. Während des Spiels gegen Borussia Bocholt am 17. April 2022 (20. Spieltag), in dem sie zunächst mit dem 1:0-Führungstreffer ihr einziges Saisontor erzielt hatte, erlitt sie eine Schulterverletzung, die eine mehrmonatige Pause zur Folge hatte. In der Folgesaison, in der sie nach ihrer Genesung elf Zweitligaspiele bestritt und dabei drei Tore schoss, gewann sie mit RB Leipzig die Meisterschaft der 2. Bundesliga, verbunden mit dem ersten Aufstieg in die Bundesliga in der Vereinsgeschichte. Ihr Erstligadebüt gab sie per Einwechslung während des mit 1:2 verlorenen Auftaktspiels beim 1. FC Köln. Im DFB-Pokal zog sie sich einen Mittelfußbruch zu und fiel erneut für mehrere Monate aus; erst in der Endphase der Saison konnte sie wieder am Spielbetrieb teilnehmen.

### Auswahl-/Nationalmannschaft
Spitzner kam als Spielerin der U14-Auswahlmannschaft des Fußballverbandes Sachsen am 31. Mai und 2. Juni 2019 in zwei Turnierspielen um den DFB-Länderpokal an der Sportschule Wedau in Duisburg zum Einsatz.
Als Nationalspielerin debütierte sie in der U17-Nationalmannschaft, die am 21. Februar 2022 in Flensburg das in Freundschaft ausgetragene Länderspiel gegen die U17-Nationalmannschaft Dänemarks mit 5:1 gewann. Des Weiteren bestritt sie alle drei Spiele der Gruppe 5 in der zweiten Qualifikationsrunde für die Europameisterschaft 2022.

## Erfolge
- Zweitligameister 2023 und Aufstieg in die Bundesliga